# Grammodes ocellata
Grammodes ocellata är en fjärilsart som beskrevs av Johann Gottlieb Otto Tepper 1890. Grammodes ocellata ingår i släktet Grammodes och familjen nattflyn. Inga underarter finns listade i Catalogue of Life.

## Bildgalleri

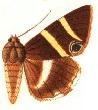
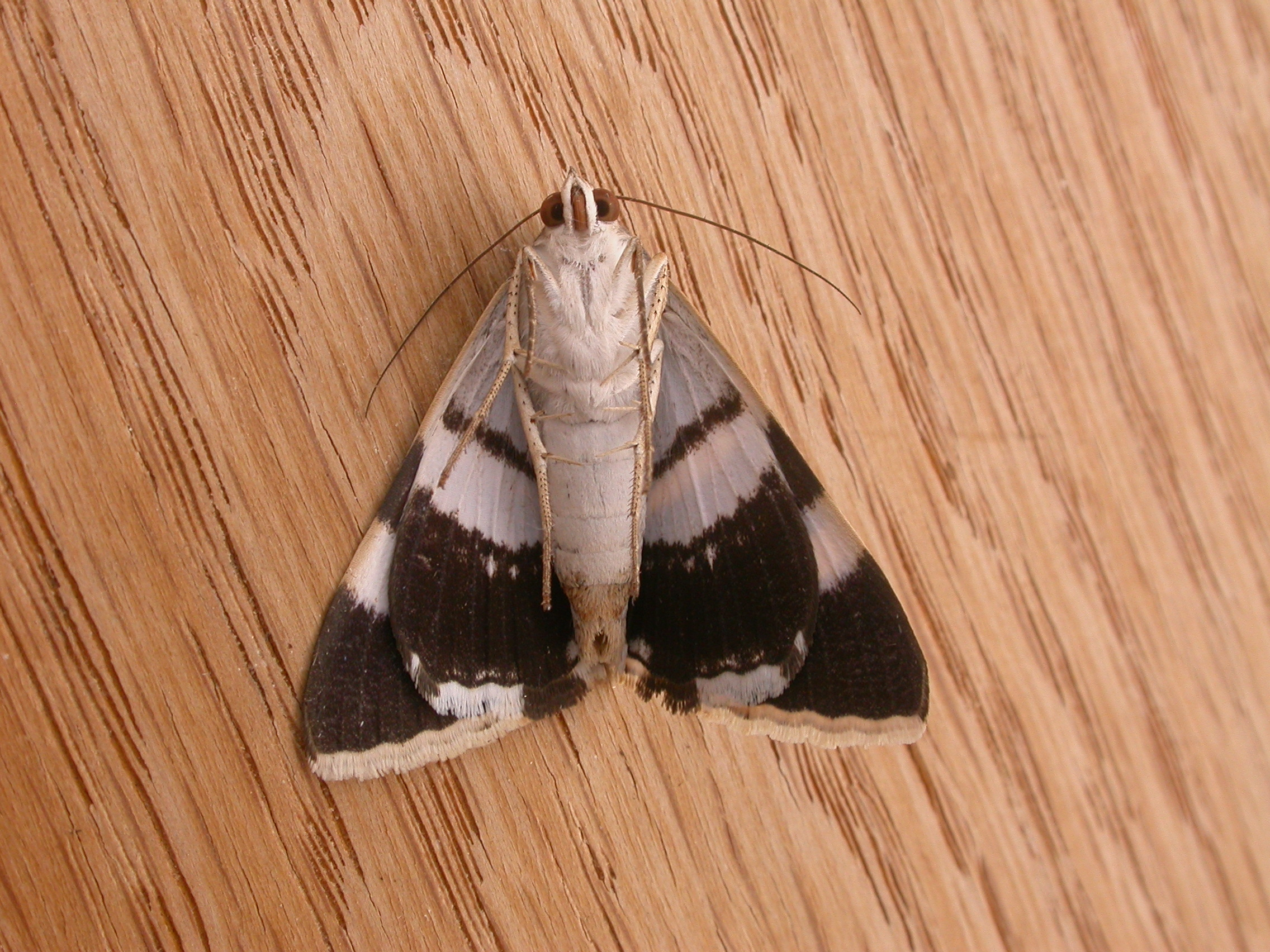